# 2640 Hällström
2640 Hällström eller 1941 FN är en asteroid i huvudbältet som upptäcktes den 18 mars 1941 av den finska astronomen Liisi Oterma vid Storheikkilä observatorium. Den har fått sitt namn efter den finländske fysikern Gustaf Gabriel Hällström.